# Molnár Gusztáv (színművész)
Molnár Gusztáv (Komárom, 1986. október 26. –) magyar színész.

## Életpályája
1986-ban született a felvidéki Komáromban, Csallóközaranyoson nőtt fel. 2005-ben érettségizett a Selye János Gimnáziumban. 2005-2008 között a Kaposvári Egyetem színész szakos hallgatója volt. 2008-2009 között szabadúszóként dolgozott, majd 2009-2012 között a Szputnyik Hajózási Társaság tagja volt. 2012-2014 között a Miskolci Nemzeti Színház színésze volt. Később egyik alapítója, majd vezetője a Terminal Workhouse társulatának. A 2020-as években gyakran szerepelt a médiában alkoholfüggősége miatt. Jelenleg Budapesten él.

## Magánélete
Párja Dancsecs Ildikó író volt, egy gyermekük született. 2023 óta Mucsi Dorina újságírónő párja.

## Filmográfia
- Pokoli rokonok (2025) ...Kálmán
- Ida regénye (2022) ...Tikkelő
- Mellékhatás (2020) ...Fusovics Péter
- A Tanár (2019) …Pincér
- Csak színház és más semmi (2019) …Újságíró
- Drága örökösök (2019–2020) ...Zitkovic Szása Szláven
- Nyitva (2018) ...Vőlegény
- Terápia (2017) ...Dani
- Budapest Noir (2017) ...Kikiáltó
- Árulók (2017) ...orosz tiszt
- Tóth János (2017) ...Szervező
- Testről és lélekről (2017) ...Pincér
- #Sohavégetnemérős (2016)
- A fekete múmia átka (2015)
- Munkaügyek (2014) ...Ostoba
- Barátok közt (2014-2015) …Balta
- Chili vagy Mango (2013) ...Samu
- Isteni műszak (2013) ...Rudi